# Serena Williams

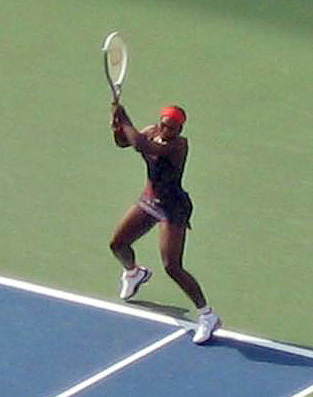
Return Sereny Williams podczas US Open 2006

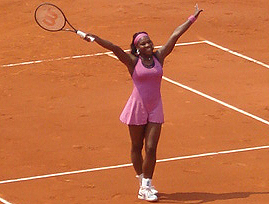
Serena Williams na Roland Garros 2007

Serena Jameka Williams (ur. 26 września 1981 w Saginaw) – amerykańska tenisistka, zdobywczyni Niekalendarzowego Wielkiego Szlema w grze pojedynczej i podwójnej, zdobywczyni Karierowego Złotego Wielkiego Szlema w grze pojedynczej i podwójnej, mistrzyni olimpijska w grze pojedynczej z Londynu (2012) i w grze podwójnej z Sydney (2000), Pekinu (2008) i Londynu (2012), wielokrotna zdobywczyni nagród WTA różnych kategorii.
W grze pojedynczej 73-krotnie wygrała turnieje WTA, w tym 23 wielkoszlemowe: US Open 1999, French Open 2002, Wimbledon 2002, US Open 2002, Australian Open 2003, Wimbledon 2003, Australian Open 2005, Australian Open 2007, US Open 2008, Australian Open 2009, Wimbledon 2009, Australian Open 2010, Wimbledon 2010, Wimbledon 2012, US Open 2012, French Open 2013, US Open 2013, US Open 2014, Australian Open 2015, French Open 2015, Wimbledon 2015, Wimbledon 2016 oraz Australian Open 2017. Jest szóstą tenisistką w historii, która w tym samym czasie przodowała w klasyfikacji singlistek i deblistek. Uważana jest za jedną z najwybitniejszych tenisistek w historii tej dyscypliny.
Jest młodszą siostrą tenisistki Venus Williams, także mistrzyni wielkoszlemowych turniejów. W 2021 roku miał premierę film biograficzny King Richard. Zwycięska rodzina, który skupiał się na historii ojca Sereny, Richarda Williamsa, i jego rodziny.

## Kariera

### Początki
W wieku trzech lat rozpoczęła treningi gry w tenisa pod okiem ojca. Gdy miała siedem lat, zaczęła startować w lokalnych rozgrywkach. Po jakimś czasie ojciec zaprzestał zgłaszania jej na juniorskie turnieje, chcąc uchronić córkę od emocjonalnej presji.

### 1995–2004
W listopadzie 1995 rozpoczęła profesjonalną karierę zawodową meczem przeciwko Anne Miller rozgrywanym w Quebecu. Kolejny mecz rozegrała dopiero w marcu 1997 podczas Indian Wells Masters, z którego odpadła w pierwszej rundzie spotkań singlowych po przegranej z Alexią Dechaume-Balleret oraz wraz z siostrą Venus dotarła do ćwierćfinału konkursu deblowego. Rok 1997 zakończyła na 99. miejscu w rankingu WTA. W 1998 rozegrała swój pierwszy turniej wieloszlemowy, grając w Australian Open 1998. 
Z siostrą Venus zdobyła złoty medal w grze deblowej na LIO 2000 w Sydney. Rok 2000 zakończyła na szóstym miejscu rankingu WTA. W 2001 została wybuczana z powodów rasistowskich podczas Indian Wells Masters w trakcie finałowego meczu przeciwko Kim Clijsters; rozczarowana postawą kibiców i organizatorów od tamtej pory jawnie bojkotuje ten konkurs.
Od czerwca 2002 do sierpnia 2003 zajmowała pierwsze miejsce w rankingu WTA. Na koniec 2003 zajmowała trzecie miejsce w tym rankingu. W grze podwójnej wygrała 11 turniejów, w tym 6 wielkoszlemowych. Z powodu kontuzji kolana nie występowała od zwycięskiego Wimbledonu latem 2003 aż do marca 2004.
W kwietniu 2004 powróciła do rozgrywek, startując w turnieju w Miami, w którego finale pokonała Jelenę Diemientjewą. Dotarła do finału na Wimbledonie 2004, jednak w decydującym meczu uległa Marii Szarapowej, z którą przegrała również w finale Masters 2004. W finale Australian Open 2005 pokonała liderkę rankingu światowego Lindsay Davenport i awansowała na drugie miejsce rankingu WTA.

### 2005
Wygrana w Australian Open 2005 to najlepsze jej osiągnięcie tego sezonu. Nękana kontuzjami, wycofywała się z kolejnych turniejów lub przegrywała we wczesnych fazach z mało znanymi zawodniczkami. W Paryżu (turniej halowy w lutym) poddała walkowerem mecz przeciwko Dinarze Safinie, kilka tygodni później skreczowała w półfinale w Dubaju z Jeleną Janković przy stanie 0:6, 3:4. W Miami uległa siostrze Venus, a na turnieju w Amelia Island po raz kolejny skreczowała, tym razem z Silvią Fariną. W Rzymie przegrała z Francescą Schiavone, a w trzeciej rundzie Wimbledonu 2005 z Jill Craybas. W czwartej rundzie US Open zdecydowanie znów uległa Venus. Sezon zakończyła w Pekinie, przegrywając w drugiej rundzie z Sun Tiantian.
W tym okresie przeszła depresję, dlatego na kilka miesięcy zawiesiła karierę sportową i rozpoczęła terapię u psychologa.

### 2006
W 2006 wzięła udział jedynie w czterech imprezach. Na początku roku uległa Danieli Hantuchovej w trzeciej rundzie Australian Open 2006. Z powodu kontuzji kolana nie zagrała w Charleston, Berlinie, Rzymie i na French Open 2006. Pojawiła się dopiero w lipcu w Cincinnati, gdzie wygrała z Anastasiją Myskiną, Bethanie Mattek i Amy Frazier, jednak uległa w półfinale Wierze Zwonariowej, przegrywając 6:2, 6:3. W Los Angeles wyeliminowała Danielę Hantuchovą, Ashley Harkleroad, Meghann Shaughnessy i Mariję Kirilenko, przegrywając dopiero z Jeleną Janković 6:4, 6:3.
Jej ostatni turniej w sezonie to US Open 2006, gdzie bez straty seta doszła do czwartej rundy (pokonując Lourdes Dominguez-Lino, Danielę Hantuchovą i Anę Ivanović), a tam uległa najwyżej rozstawionej Amélie Mauresmo. W klasyfikacji końcoworocznej rankingu WTA na 2006 zajmowała 94. miejsce.

### 2007
Na początku 2007 wystartowała w turnieju w Hobart, gdzie po pokonaniu dwóch rywalek przegrała w ćwierćfinale z Sybille Bammer 3:6, 7:5, 6:3. Następnie jako nierozstawiona zawodniczka zaczęła grę w Australian Open 2007; w pierwszej rundzie pokonała Marę Santagelo (32. w rankingu WTA), w kolejnych wygrała z: Anne Kremer, Nadią Pietrową (WTA: 6), Jeleną Janković (WTA: 11) i Szachar Pe’er (WTA: 17), dzięki czemu dotarła do półfinału, w którym pokonała Nicole Vaidišovą (WTA: 12), a w finale wygrała z Mariją Szarapową (WTA: 2) 6:1, 6:2. Następnie zwyciężyła w finale turnieju w Miami z Justine Henin oraz dotarła do finału rozgrywek w Moskwie, w którym przegrała z Jeleną Diemientjewą.
W kolejnym wielkoszlemowym turnieju — French Open 2007 — dotarła do ćwierćfinału, w którym przegrała w trzech setach z Justine Henin. Belgijka pokonała ją również w ćwierćfinale Wimbledonu i US Open.

### 2008
W styczniu 2008 razem z Mardy Fishem zdobyła Puchar Hopmana. Nie obroniła wywalczonego przed rokiem wielkoszlemowego tytułu Australian Open, odpadając z konkursu w ćwierćfinale, w którym przegrała z Jeleną Janković 3:6, 4:6.
Po wycofaniu się z turniejów w Paryżu, Antwerpii i Dubaju wystąpiła w Bangalore, gdzie została rozstawiona z numerem trzecim. Po wolnej pierwszej rundzie, w drugiej pokonała Cipporę Obziler 7:5, 6:0, w ćwierćfinale ograła Anastasiję Rodionową 6:1, 6:4, a w półfinale po raz 15. zmierzyła się z siostrą, Venus, z którą po ponad dwóch godzinach walki wygrała 6:3, 3:6, 7:6, mimo że w trzecim secie broniła piłki meczowej. W finale rozgrywek w Bagalore zrewanżowała się Patty Schnyder za dwie ubiegłoroczne porażki, zwyciężając 7:5, 6:3 i tym samym sięgnęła po 29. tytuł w karierze.
Kolejnym jej startem był turniej Sony Ericsson Open w Miami. Rozstawiona z numerem ósmym miała pierwszą rundę wolną, w drugiej pokonała Edinę Gallovits 6:1, 6:2, w trzeciej – mimo wyniku 6:7, 0:3 – wygrała z Flavią Pennettą 6:7(6), 6:3, 6:2. W meczu o ćwierćfinał bez problemów ograła Kaię Kanepi 6:3, 6:3. W szlagierowym ćwierćfinale miało dojść do rewanżu za ubiegłoroczny finał tego turnieju z Justine Henin, jednak Amerykanka wygrała 6:2, 6:0. W półfinale wygrała ze Swietłaną Kuzniecową 3:6, 7:5, 6:3. W finale po dramatycznym spotkaniu pokonała Jelenę Janković 6:1, 5:7, 6:3 i po raz piąty triumfowała w turnieju. Tym samym wyrównała rekord Steffi Graf, która w Miami wygrywała w latach 1987–1988 i 1994-1996.
W turnieju Family Circle Cup, rozgrywanym na amerykańskim kortach ziemnych w Charleston, rozpoczęła od łatwego zwycięstwa w drugiej rundzie, po wolnej pierwszej, nad Giselą Dulko 6:3, 6:4. W trzeciej po stracie pierwszego seta 4:6 z Katariną Srebotnik dwa kolejne wygrała 6:3, 6:4 i w walce o półfinał zmierzyła się z Mariją Szarapową. Po dramatycznym meczu – trwającym dwie i pół godziny – zwyciężyła 7:5, 4:6, 6:1. W półfinale mimo prowadzenia Alizé Cornet 1:4, zdołała wygrać 7:5, 6:3. W meczu o tytuł pokonała 6:4 3:6 6:3 Wierę Zwonariową, która wcześniej wyeliminowała Jelenę Janković, Jelenę Diemientjewą i Marion Bartoli, sięgając tym samym po trzecie turniejowe zwycięstwo w 2008.
Kolejne występy nie przyniosły jej już takich sukcesów – odpadła w ćwierćfinale turnieju w Berlinie z Rosjanką Dinarą Safiną 6:2 1:6 6:7(5), poza tym oddała walkowerem ćwierćfinałowy mecz w Rzymie na korzyść Francuzki Alizé Cornet, a na kortach Rolanda Garrosa doszła tylko do trzeciej rundy, przegrywając w niej z Katariną Srebotnik 4:6 4:6.
Bardzo udany występ zanotowała na londyńskich kortach Wimbledonu, dochodząc do finału, w którym przegrała z Venus Williams 5:7 4:6. Wcześniej pokonała kolejno Kaię Kanepi, Urszulę Radwańską, Amélie Mauresmo, Bethanie Mattek, Agnieszkę Radwańską oraz Zheng Jie.
Na igrzyskach olimpijskich w 2008 wraz z Venus Williams zdobyła złoty medal w grze podwójnej, wygrywając z Anabel Media Garrigues i Virginią Ruano Pascual 6:2, 6:0, natomiast w rozgrywkach singla doszła do ćwierćfinału, ulegając Jelenie Diemientjewej 6:3, 4:6, 3:6.
Czwartym wygranym turniejem w sezonie był wielkoszlemowy US Open. W trwającym prawie dwie i pół godziny ćwierćfinale pokonała swoją starszą siostrę Venus Williams 7:6(6), 7:6(7), mimo że w obu setach to Venus miała więcej piłek na wygranie partii. W półfinale pokonała Rosjankę Dinarę Safinę 6:3, 6:2, a w finale 6:4, 7:5 Jelenę Janković, dla której był to pierwszy finał turnieju wielkoszlemowego w karierze. Dzięki wygranej Williams awansowała na pierwsze miejsce w rankingu WTA, wyprzedzając Anę Ivanović i Jelenę Janković. Pobiła tym samym rekord długości nieobecności na miejscu liderki rankingu – pięć lat i jeden miesiąc.

### 2009

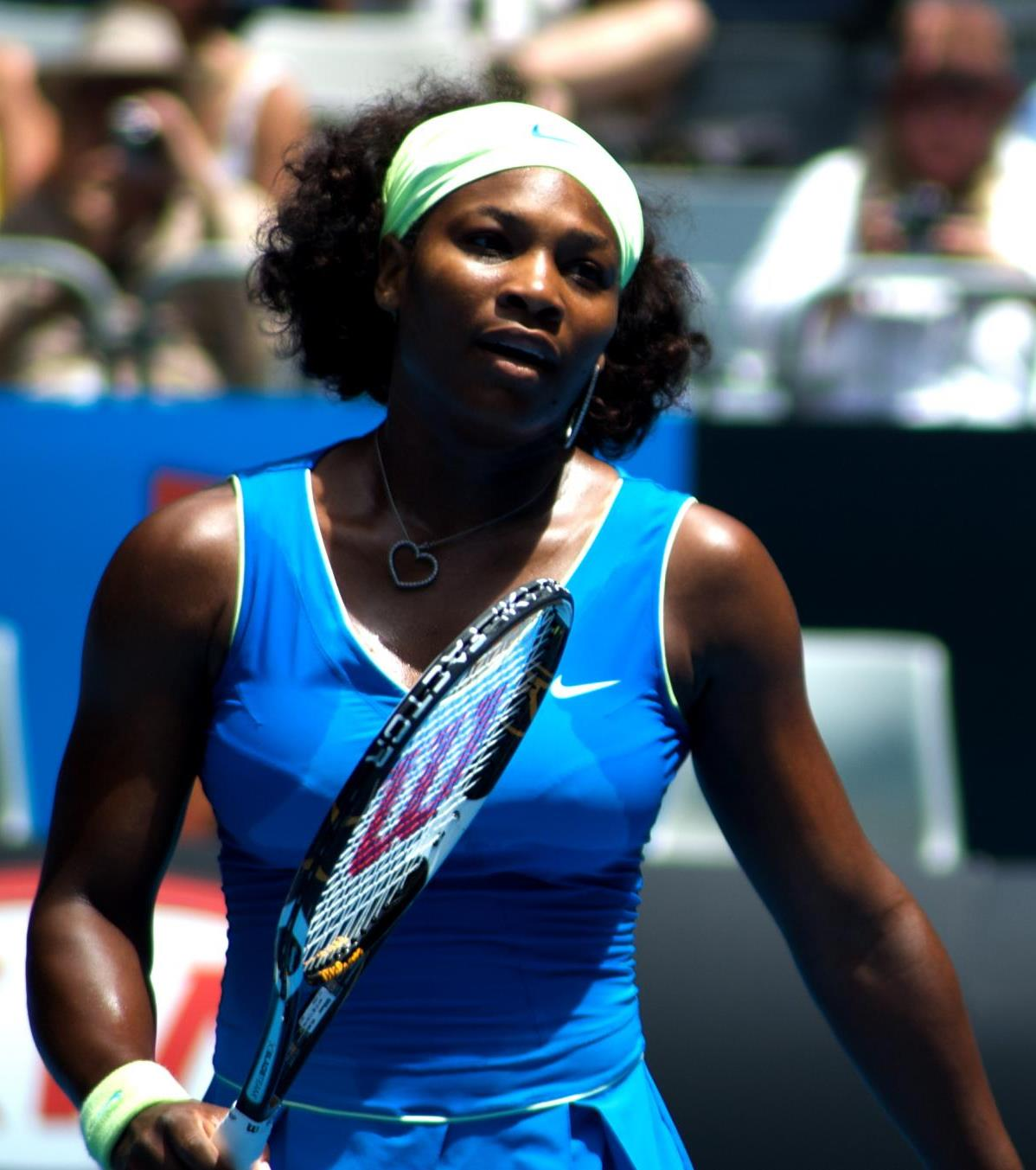
Serena Williams podczas Australian Open 2009

Na początku nowego sezonu wystąpiła w Sydney. Rozstawiana z jedynką Serena w ćwierćfinale, broniąc dwóch piłek meczowych, pokonała Caroline Wozniacki 6:7,6:3,7:6. Półfinałowy mecz przegrała z Jeleną Diemientjewą 3:6,1:6.
W rozgrywanych w Melbourne Otwartych Mistrzostwach Australii zwyciężyła zarówno w grze pojedynczej (pokonując m.in. Swietłanę Kuźniecową oraz Jelenę Diemientjewą, zaś w finale nie dała szans Dinarze Safinie), jak i podwójnej, w parze z siostrą Venus. Po tym sukcesie awansowała na pierwszą pozycję w rankingu singlowym.
W półfinale Dubai Tennis Championships przegrała z Venus Williams. W Miami, broniąc tytułu wywalczonego rok wcześniej, odpadła w finale po słabym meczu z Wiktoryją Azarenką, wcześniej pokonunąc w czwartej rundzie Zheng Jie 7:5,5:7,6:3, w ćwierćfinale Li Nę 4:6, 7:5, 6:2, a w półfinale Venus Williams 6:4, 3:6, 6:3. W związku z nieobronieniem tytułu spadła z pierwszego miejsca w rankingu.
Słabą formę pokazywała podczas turniejów na kortach ziemnych. Dotarła do drugiej rundy w Rzymie i pierwszej w Madrycie. Z kolei na French Open przegrała w ćwierćfinale z późniejszą mistrzynią turnieju, Swietłaną Kuzniecową.
Kolejny tytuł wielkoszlemowy wywalczyła na kortach Wimbledonu. Do meczu półfinałowego wygrała z Neuzą Silvą, Jarmilą Groth, Robertą Vinci, Danielą Hantuchovą i Wiktoryją Azaranką, nie tracąc seta. Dopiero w dramatycznym półfinale wygranym 6:7, 7:5, 8:6 pierwszą i jedyną, która dokonała tej sztuki, była Jelena Diemientjewa. W finale pokonała siostrę Venus 7:6, 6:2.
W US Open 2009 rozstawiona z numerem 2 dotarła zgodnie z oczekiwaniami do półfinału, gdzie niespodziewanie i niesportowo przegrała w dwóch setach z Kim Clijsters: serwując przy stanie 4:6, 5:6, 15–30, straciła ostatnie dwa punkty bez wprowadzenia piłki na trajektorię. Sędzia liniowa wywołała błąd stóp, co tak rozwścieczyło Williams, że podeszła do narożnika i wygrażała sędziemu, w następstwie czego otrzymała drugie ostrzeżenie (pierwsze dotyczyło złamania rakiety), a tym samym punkt karny, co przy meczbolu oznaczało koniec spotkania.

### 2010
Sezon 2010 zaczęła od występu w turnieju w Sydney, gdzie awansowała do finału po bardzo ciężkim półfinale z Aravane Rezaï, w finale przegrała z Jeleną Diemientjewą 3:6, 2:6. Na Australian Open jechała jako obrończyni tytułu. w I rundzie wygrała z Urszulą Radwańską 6:2, 6:1. W następnym meczu spotkała się z Petrą Kvitovą wygrywając takim samym wynikiem. W III rundzie spotkała się z Carla Suárez Navarro, gdzie wygrała 6:3, 6:0. W IV rundzie spotkała się z faworytką gospodarzy z Samantha Stosur i wygrała 6:4, 6:2. W ćwierćfinale przegrywała już 4:6, 0:4, ale wygrała 4:6, 7:6, 6:2 z Wiktoryją Azaranką. W półfinale spotkała się z Chinką Li Na wygrywając 7:6, 7:6. W finale wygrała z Justine Henin 6:4, 3:6, 6:2. W tym samym turnieju w parze z Venus Williams wygrały również turniej deblowy. W czasie turnieju Australian Open doznała kontuzji, która wykluczyła ją z turnieju w Dubaju, Indian Wells i Miami. Serena zapowiedziała swój powrót na turniej w Rzymie. Kolejny start we French Open nie przyniósł większych sukcesów w grze pojedynczej, Serena odpadła w ćwierćfinale przegrywając z Samantha Stosur 2:6, 7:6, 6:8. W deblu odniosła Serena wraz z siostrą Venus Williams zwycięstwo, pokonały w finale Kveta Peschke i Katarina Srebotnik. Tym samym, Amerykanki zdobyły niekalendarzowego Wielkiego Szlema. Na trawiastych kortach Wimbledonu pokonując m.in. Anna Czakwetadze, Dominika Cibulková, Mariję Szarapową, Li Na, Petre Kvitovą dotarła do finału w którym wygrała z Wierą Zwonariową 6:3, 6:2. Musiała zrezygnować z występu w czwartym wielkoszlemowym turnieju w sezonie – US Open – z powodu urazu prawej stopy, którego nabawiła się 7 lipca (tuż po zakończeniu turnieju w Wimbledonie) w Monachium. Otóż podczas wizyty w restauracji nastąpiła na rozbite szkło i zraniła stopę na tyle poważnie, że wymagało to interwencji chirurgicznej, a w konsekwencji wyeliminowało ją ze wszystkich (po Wimbledonie) letnich turniejów na kortach twardych, w tym z US Open.

### 2011
W styczniu, z powodu przedłużającej się rehabilitacji po zranieniu prawej stopy doznanym w lipcu 2010, wycofała się z udziału w Pucharze Hopmana i pierwszym turnieju wielkoszlemowym – Australian Open, w którym miała bronić tytułu oraz nie wystąpiła we French Open 2011.

### 2012

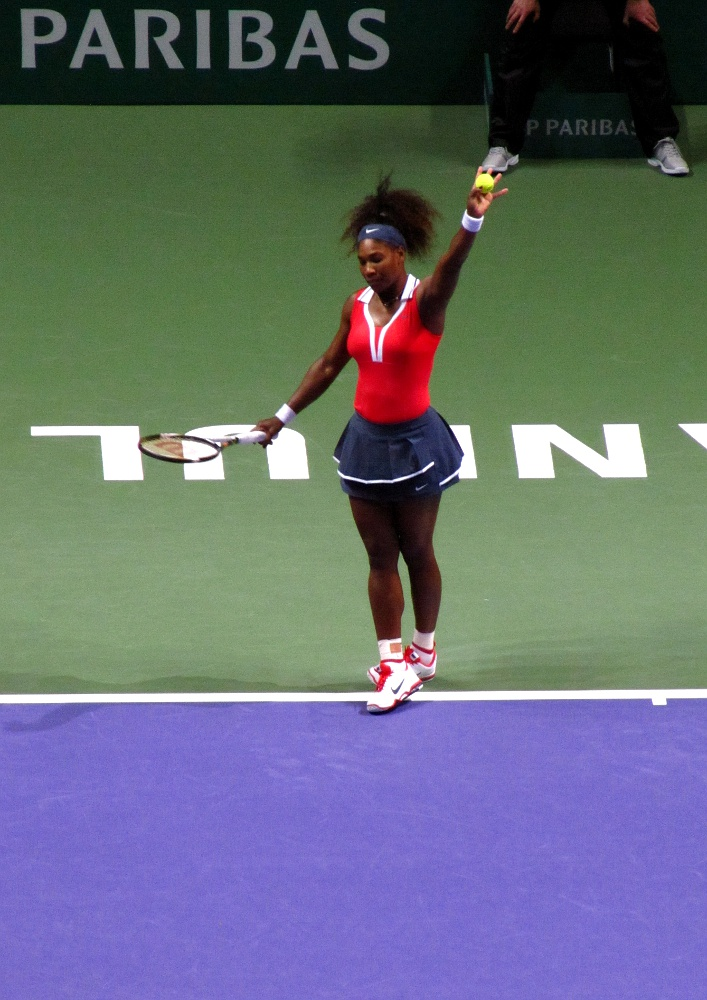
Serena Williams w kończących sezon Mistrzostwach WTA

W kwietniu, zwyciężając w turnieju w Charleston, zdobyła czterdziesty tytuł singlowy. W finale pokonała Lucie Šafářová wynikiem 6:0, 6:1. W maju zwyciężyła w turnieju Premier Mandatory w Madrycie. W finale pokonała Wiktoryję Azarankę 6:1, 6:3. W całym turnieju zwyciężyła z trzema liderkami rankingu singlowego WTA – Azarenką, Szarapową oraz Wozniacki.
Na przełomie czerwca i lipca triumfowała w wielkoszlemowym Wimbledonie. W pierwszej rundzie pokonała Barborę Záhlavovą-Strýcovą 6:2, 6:4. Następnie wygrała z Melindą Czink 6:1, 6:4. W trzeciej rundzie pokonała Zheng Jie 6:7(5), 6:2, 9:7. W meczu kolejnej rundy pokonała zawodniczkę z dziką kartą, Jarosławę Szwiedową 6:1, 2:6, 7:5. W ćwierćfinale pokonała obrończynię tytułu, Petrę Kvitovą 6:3, 7:5. W spotkaniu o finał zwyciężyła z liderką rankingu singlowego Wiktoryją Azaranką 6:3, 7:6(6). W meczu finałowym pokonała Agnieszkę Radwańską 6:1, 5:7, 6:2 i zdobyła swój czternasty wielkoszlemowy tytuł. W grze podwójnej, razem z siostrą Venus, również odniosła triumf. W finałowym pojedynku pokonały Andreę Hlaváčkovą i Lucie Hradecką 7:5, 6:4. Tydzień po zakończeniu Wimbledonu zwyciężyła w turnieju kategorii Premier w Stanford. W finale pokonała szczęśliwą przegraną, Coco Vandeweghe, 7:5, 6:3.
W sierpniu zdobyła złoty medal podczas singlowych zawodów organizowanych z okazji XXX Letnich Igrzysk Olimpijskich. W całym turnieju nie straciła żadnego seta, a w finale pokonała Mariję Szarapową wynikiem 6:0, 6:1. W grze podwójnej uczestniczyła razem z siostrą Venus. Razem zdobyły trzeci złoty medal igrzysk olimpijskich w rozgrywkach deblowych. W finale pokonały ponownie Andreę Hlaváčkovą i Lucie Hradecką wynikiem 6:4, 6:4.
Swój piętnasty wielkoszlemowy triumf odniosła podczas US Open. W całym turnieju Amerykanka straciła jednego seta, w finałowym spotkaniu z Wiktoryją Azaranką, wygranym przez Williams 6:2, 2:6, 7:5. We wcześniejszych pojedynkach Williams straciła 19 gemów. Dla Amerykanki był to pierwszy trzysetowy mecz na obiektach USTA Billie Jean King National Tennis Center od 2006 roku, gdy w IV rundzie uległa Amélie Mauresmo. Był to także pierwszy trzysetowy finał US Open od 1995 roku. Siostry Williams występowały także w deblu, ale odpadły w trzeciej rundzie. Podczas kończącego rozgrywki sezonowe kobiet turnieju WTA Championships Serena Williams uzyskała zwycięstwo. W turnieju pokonała Kerber, Li, Azarenkę, Radwańską i Szarapową, a pojedynkach z nimi nie straciła seta. Rok ten zakończyła na trzecim miejscu w rankingu singlowym WTA.

### 2013

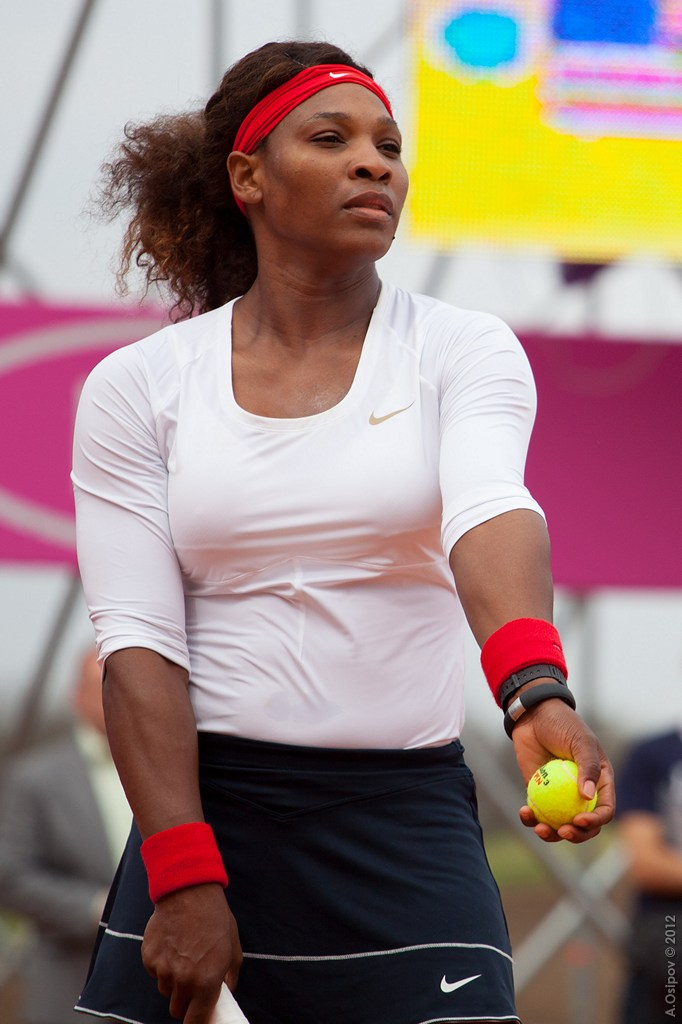
Serena Williams podczas Fed Cup 2013

Na początku stycznia zwyciężyła w turnieju w Brisbane. W pierwszej rundzie zwyciężyła z rodaczką Varvarą Lepchenko 6:2, 6:1. W kolejnym meczu pokonała Alizé Cornet 6:2, 6:2. W ćwierćfinale wygrała ze Sloane Stephens wynikiem 6:4, 6:3. W kolejnym spotkaniu liderka rankingu singlowego, Wiktoryja Azaranka, oddała jej mecz walkowerem. W pojedynku o tytuł pokonała Anastasiję Pawluczenkową wynikiem 6:2, 6:1. W Australian Open rozstawiona była z numerem trzecim. W pierwszym spotkaniu pokonała Edinę Gallovits-Hall bez straty gema. W kolejnej rundzie zwyciężyła z Garbiñe Muguruzą 6:2, 6:0. W trzeciej rundzie pokonała Ayumi Moritę 6:1, 6:3. W czwartej rundzie jej przeciwniczką była Marija Kirilenko, z którą wygrała 6:2, 6:0. W meczu o półfinał ulegając Sloane Stephens 6:3, 5:7, 4:6, odpadła z dalszej rywalizacji. W Ad-Dausze, gdzie była rozstawiona z numerem drugim, w pierwszej rundzie miała wolny los. W swoim pierwszym spotkaniu pokonała Darję Gawriłową wynikiem 6:2, 6:1, natomiast w kolejnym meczu wygrała z Urszulą Radwańską 6:0, 6:3. W pojedynku ćwierćfinałowym zwyciężyła z Petrą Kvitovą 3:6, 6:3, 7:5, dzięki czemu zapewniła sobie powrót na pierwsze miejsce w rankingu singlowym WTA Tour w najbliższym notowaniu. W meczu o finał zwyciężyła z Mariją Szarapową 6:3, 6:2, a w spotkaniu mistrzowskim uległa Wiktoryi Azarance 6:7(6), 6:2, 3:6. Z gry w Dubaju wycofała się zbyt późno, w związku z czym została na nią nałożona kara w wysokości 50 000 dolarów.
W marcu wygrała turniej z cyklu WTA Premier Mandatory w Miami. W turnieju pokonała m.in. Li Na i Agnieszkę Radwańską. W finale zwyciężyła z Mariją Szarapową wynikiem 4:6, 6:3, 6:0. W następnym tygodniu wygrała turniej w Charleston. W finale pokonała Jelenę Janković 3:6, 6:0, 6:2. W połowie maja obroniła tytuł zawodów WTA Premier Mandatory w Madrycie. W finale imprezy ponownie pokonała Mariję Szarapową, tym razem wynikiem 6:1, 6:4. Następnie wzięła udział w rywalizacji w Rzymie. W meczu mistrzowskim wygrała z Wiktoryją Azaranką 6:1, 6:3. W całym turnieju nie straciła seta i przegrała tylko 14 gemów.
W drugim wielkoszlemowym turnieju w sezonie – French Open – rozstawiona była z numerem pierwszym w grze pojedynczej. W pierwszych czterech meczach przegrała razem dziesięć gemów. Jedyną zawodniczką, która wygrała z Williams seta w tych zawodach, była Swietłana Kuzniecowa, jednak mecz jednak zakończył się zwycięstwem Amerykanki 6:1, 3:6, 6:3. W półfinale Serena Williams pokonała Sarę Errani 6:0, 6:1. W finale zmierzyła się natomiast z Szarapową, którą pokonała dwukrotnie 6:4. Było to jej drugie singlowe zwycięstwo na kortach Wielkiego Szlema w Paryżu. W grze podwójnej siostry Williams były rozstawione z numerem dwunastym, a zarazem otrzymały dziką kartę, lecz pierwszy mecz poddały walkowerem.
Na Wimbledonie najwyżej rozstawiona Amerykanka awansowała do czwartej rundy, tracąc w międzyczasie jedenaście gemów. W spotkaniu o ćwierćfinał uległa późniejszej finalistce, Sabine Lisicki, 2:6, 6:1, 4:6. Jej kolejnym turniejem były zawody w Båstad, gdzie triumfowała. W meczu mistrzowskim pokonała Johannę Larsson 6:4, 6:1.
Okres przygotowujący do US Open rozpoczęła od udziału w turnieju w Toronto. Zwyciężyła w nim, pokonując w finale Soranę Cîrsteę 6:2, 6:0. W następnym tygodniu wzięła udział w turnieju w Cincinnati, w którym przegrała w finale z Azaranką 6:2, 2:6, 6:7(6). W grze pojedynczej na US Open Amerykanka osiągnęła finał, w którym pokonała Białorusinkę 7:5, 6:7(6), 6:1. W całym turnieju straciła jednego seta. W grze podwójnej siostry Williams awansowały do półfinału, eliminując z zawodów m.in. najwyżej rozstawione Errani i Vinci.
W ostatnim w sezonie turnieju rangi WTA Premier Mandatory rozgrywanym w Pekinie Amerykanka odniosła zwycięstwo, nie tracąc w całych zawodach ani jednego seta. W meczu mistrzowskim pokonała Jelenę Janković w dwóch setach po 6:2. W kończącym sezon Turnieju Mistrzyń wygrała rywalizację z kompletem zwycięstw. Poprzez zwycięstwo 2:6, 6:3, 6:0 nad Li Na odniosła czwarty triumf w mistrzostwach WTA Tour i jednocześnie jedenaste turniejowe zwycięstwo w sezonie. W 2013 roku Amerykanka zarobiła ponad 12 mln dolarów i zakończyła sezon na pierwszym miejscu w ranking WTA Tour.

### 2014
Sezon 2014 Amerykanka rozpoczęła od udziału w zawodach w Brisbane. Awansowała w nich do finału, w którym pokonała Wiktoryję Azarankę 6:4, 7:5. Na Australian Open awansowała do czwartej rundy, w której uległa Anie Ivanović 6:4, 3:6, 3:6. Udział w rozgrywkach w Dubaju rozpoczęła od drugiej rundy, w której pokonała Jekatierinę Makarową 7:6(8), 6:0. W ćwierćfinale wygrała z Jeleną Janković 6:2, 6:2, natomiast w kolejnym meczu przegrała z Alizé Cornet 4:6, 4:6. W marcu, podobnie jak w poprzednim sezonie, wygrała turniej w Miami. W turnieju pokonała m.in. Angelique Kerber i Mariję Szarapową. W finale zwyciężyła z Li Na wynikiem 7:5, 6:1. W całym turnieju przegrała jednego seta – w spotkaniu trzeciej rundy z Caroline Garcią.
Okres gry na nawierzchni ceglanej rozpoczęła w Charleston, gdzie przegrała w drugiej rundzie z Janą Čepelovą 4:6, 4:6. W Madrycie zanotowała ćwierćfinał, w którym mecz przeciw Petrze Kvitovej oddała walkowerem. W następnym tygodniu triumfowała w Rzymie. W meczu mistrzowskim pokonała Sarę Errani 6:3, 6:0. Na French Open przegrała w drugiej rundzie z Garbiñe Muguruzą 2:6, 2:6. Podczas Wimbledonu doszła do trzeciej rundy, w której została wyeliminowana przez Alizé Cornet 6:1, 3:6, 4:6. Williams została pierwszą liderką rankingu WTA, która w trzech imprezach wielkoszlemowych z rzędu nie doszła nawet do ćwierćfinału, notując kolejno: IV rundę Australian Open, II rundę French Open i III rundę Wimbledonu. Udział w turnieju wimbledońskim zakończyła, gdy z powodów zdrowotnych była zmuszona poddać mecz drugiej rundy debla.
Część sezonu rozgrywaną na kortach twardych w Ameryce rozpoczęła od zwycięstwa w Stanford, gdzie w finale pokonała Angelique Kerber wynikiem 7:6(1), 6:3. W Montrealu awansowała do półfinału, przegrywając w nim ze swoją siostrą po trzysetowym pojedynku. W następnym tygodniu odniosła triumf w Cincinnati, wygrywając w meczu mistrzowskim z Aną Ivanović 6:4, 6:1. Kolejny wygrany turniej zanotowała podczas wielkoszlemowego US Open. W finale pokonała Caroline Wozniacki 6:3, 6:3, a w całym turnieju nie oddała rywalkom w żadnym secie więcej niż trzech gemów.
Udział w zawodach w Wuhanie zakończyła na meczu drugiej rundy z Alizé Cornet, w którym skreczowała przy stanie 6:5. W Pekinie Williams osiągnęła ćwierćfinał, jednak mecz przeciw Samantcie Stosur oddała walkowerem. Podczas Turnieju Mistrzyń Amerykanka pokonała w fazie grupowej Ivanović i Bouchard, przegrała natomiast z Halep. W półfinale pokonała 2:6, 6:3, 7:6(6) Wozniacki, a finale zrewanżowała się Halep, triumfując w turnieju z wynikiem 6:3, 6:0. Sezon zakończyła na pierwszym miejscu w rankingu singlowym WTA Tour.

### 2015
Sezon 2015 Williams rozpoczęła od awansu razem z Johnem Isnerem do finału rozgrywek o Puchar Hopmana, w którym Stany Zjednoczone przegrały z reprezentacją Polski 1-2. Następnie zwyciężyła w Australian Open, pokonując w finale Mariję Szarapową 6:3, 7:6(5). Zdobyła w ten sposób swój dziewiętnasty wielkoszlemowy tytuł. Następnie wzięła udział w zawodach w Indian Wells, kończąc tym samym wieloletni bojkot turnieju. Występ zakończyła walkowerem w spotkaniu półfinałowym przeciw Simonie Halep. W Miami triumfowała po raz ósmy w karierze. W meczu mistrzowskim zwyciężyła 6:2, 6:0 nad Carlą Suárez Navarro.
Okres gry na nawierzchni ceglanej Williams rozpoczęła od udziału w zawodach w Madrycie. Awansowała w nich do półfinału, przegrywając w nim z Petrą Kvitovą 2:6, 3:6. W następnym tygodniu mecz trzeciej rundy w Rzymie przeciw Christinie McHale oddała walkowerem. Na French Open Amerykanka odniosła triumf. W turnieju rozegrała pięć trzysetowych pojedynków, w tym ostatni mecz z Lucie Šafářovą, wygrany 6:3, 6:7(2), 6:2. W ten sposób zdobyła paryskie trofeum po raz trzeci w swojej singlowej karierze.
Wimbledon był jedynym turniejem rozgrywanym na nawierzchni trawiastej, w którym wystąpiła Serena Williams. Rozgrywki gry pojedynczej rozpoczęła od zwycięstw 6:4, 6:1 nad Margaritą Gasparian i Tímeą Babos, a w trzeciej rundzie wygrała 6:2, 4:6, 7:5 z Heather Watson. W meczu o ćwierćfinał pokonała swoją siostrę po dwusetowym pojedynku. W kolejnych dwóch meczach zwyciężyła z byłymi liderkami rankingu – Wiktoryją Azaranką i Mariją Szarapową. W meczu mistrzowskim triumfowała nad Garbiñe Muguruzą 6:4, 6:4, zdobywając tym samym trzecie wielkoszlemowe trofeum w tym sezonie.
Amerykanka bezpośrednio po Wimbledonie zagrała jedno spotkanie w Båstad, po czym zrezygnowała z dalszych zmagań z powodu kontuzji łokcia, który wyeliminował ją również z udziału w imprezie w Stanford. Serię 19 wygranych spotkań z rzędu starsza z sióstr Williams zakończyła w Toronto, gdzie w półfinale przegrała z późniejszą triumfatorką Szwajcarką Belindą Bencic. Dwa tygodnie przed US Open Williams zagrała w Cincinnati i obroniła tam tytuł, odnosząc zwycięstwo nad Simoną Halep 6:3, 7:6(5).
W US Open Williams dotarła do półfinału, w którym uległa Robercie Vinci 6:2, 4:6, 4:6, tracąc szansę na wygranie wszystkich turniejów wielkoszlemowych w tym sezonie. Wkrótce potem tenisistka oświadczyła, że kończy sezon i rezygnuje z gry w kończącym sezon WTA Finals. Sezon zakończyła na pierwszym miejscu w rankingu singlowym WTA Tour.

### 2016
Amerykanka rozpoczęła nowy sezon od startu w Pucharze Hopmana, ale rozegrała tylko jeden pojedynek, by po problemach z kolanem zrezygnować z turnieju. Kolejny raz na kortach Williams pojawiła się przy okazji Australian Open, w którym dotarła do finału, nie tracąc przy tym choćby seta, ale w drodze do wyrównania historycznego wyczynu 21 zwycięskich wielkoszlemowych turniejów stanęła na drodze Angelique Kerber, z którą młodsza z sióstr Williams przegrała 4:6, 6:3, 4:6.
Po prawie 1,5-miesięcznej przerwie Williams zagrała w turnieju rangi Mandatory w Indian Wells pokonała m.in. Simonę Halep i Agnieszkę Radwańską, by w ostatnim spotkaniu o tytuł przegrać w dwóch setach z Wiktoryją Azaranką. Podczas następnego turnieju w Miami Amerykanka dotarła do ćwierćfinału, by ulec w nim Swietłanie Kuzniecowej, kończąc serię 20 kolejnych zwycięstw na kortach Tennis Center at Crandon Park. W okresie gry na nawierzchni ceglanej Williams zrezygnowała z udziału w turnieju rangi Mandatory w Madrycie, ale za to wystąpiła na rzymskich kortach Foro Italico, na których w meczu o tytuł pokonała rodaczkę Madison Keys, notując 70. zwycięstwo finałowe w karierze oraz pierwsze w tym sezonie.
Podczas majowo–czerwcowego French Open Amerykanka w finale turnieju po raz drugi w karierze spotkała się z Garbine Muguruzą, której udał się rewanż za porażkę w meczu mistrzowskim w ubiegłorocznym Wimbledonie. Młodsza z sióstr uległa w dwóch setach, dzięki czemu musiała dłużej poczekać na wyrównanie ilości zwycięstw w turniejach Wielkiego Szlema ze Steffi Graf.
Między French Open a Wimbledonem nie startowała. W trzecim wielkoszlemowym turnieju sezonu najdłużej zagrała w pojedynku z rodaczką Christiną McHale, by kolejne zakończyć dwusetowymi zwycięstwami. W finale spotkała się z Kerber, z którą rywalizowała na tym samym etapie podczas styczniowego Australian Open (taka sytuacja nie zdarzyła się w zawodowym tenisie od 10 lat). Tenisistka z Saginaw odniosła długo wyczekiwany, 22. triumf wielkoszlemowy, pokonując Niemkę 7:5, 6:3, notując w ich ósmym pojedynku szóste zwycięstwo. Serena wraz z Venus wystąpiły również w deblu, gdzie odniosły zwycięstwo w całym turnieju, a łącznie mają na swoim koncie 14.

## Życie prywatne
Urodziła się w Saginaw w stanie Michigan, jednak niedługo po narodzinach zamieszkała z rodziną w Compton, gdzie dorastała. Jej matka Oracene była pielęgniarką, a ojciec Richard prowadził własną firmę ochroniarską. Jej rodzice rozstali się w 1999. Ma cztery starsze siostry: Yetunde (1972–2003), Ishę, Lyndreę i Venus Williams, która również jest tenisistką; pozostałe siostry także trenowały tenisa, jednak już w latach nastoletnich porzuciły kariery sportowe. Po maturze ukończyła naukę na Art Institute of Fort Lauderdale, na kierunku moda i projektowanie. Uruchomiła m.in. własną markę modową „Aneres” oferującą odzież, torebki i biżuterię.
Angażuje się w pomoc charytatywną, m.in. odbyła wizyty dobrej woli po ubogich krajach Afryki.
29 grudnia 2016 zaręczyła się z amerykańskim przedsiębiorcą, współtwórcą serwisu Reddit, Alexisem Ohanianem. Mają córkę, Alexis Olympię (ur. 1 września 2017). W styczniu 2023 roku została ochrzczonym Świadkiem Jehowy. W sierpniu 2023 roku urodziła drugą córkę.
Stosuje dietę wegańską.

## Historia występów wielkoszlemowych
Legenda
     W, wygrany turniej
      F, przegrana w finale
      SF, przegrana w półfinale
      QF, przegrana w ćwierćfinale
     xR, przegrana w x rundzie
     A, brak startu
     NH, turniej nie odbył się

### Występy w grze pojedynczej
| Turniej                | 1997 | 1998 | 1999 | 2000 | 2001 | 2002 | 2003 | 2004 | 2005 | 2006 | 2007 | 2008 | 2009 | 2010 | 2011 | 2012 | 2013 | 2014 | 2015 | 2016 | 2017 | 2018 | 2019 | 2020 | 2021 | 2022 | Tytuły  | Z–P      |
| ---------------------- | ---- | ---- | ---- | ---- | ---- | ---- | ---- | ---- | ---- | ---- | ---- | ---- | ---- | ---- | ---- | ---- | ---- | ---- | ---- | ---- | ---- | ---- | ---- | ---- | ---- | ---- | ------- | -------- |
| Australian Open        | A    | 2R   | 3R   | 4R   | QF   | A    | W    | A    | W    | 3R   | W    | QF   | W    | W    | A    | 4R   | QF   | 4R   | W    | F    | W    | A    | QF   | 3R   | SF   | A    | 7 / 20  | 92 – 13  |
| French Open            | A    | 4R   | 3R   | A    | QF   | W    | SF   | QF   | A    | A    | QF   | 3R   | QF   | QF   | A    | 1R   | W    | 2R   | W    | F    | A    | 4R   | 3R   | 2R   | 4R   | A    | 3 / 19  | 69 – 14  |
| Wimbledon              | A    | 3R   | A    | SF   | QF   | W    | W    | F    | 3R   | A    | QF   | F    | W    | W    | 4R   | W    | 4R   | 3R   | W    | W    | A    | F    | F    | NH   | 1R   | 1R   | 7 / 21  | 98 – 14  |
| US Open                | A    | 3R   | W    | QF   | F    | W    | A    | QF   | 4R   | 4R   | QF   | W    | SF   | A    | F    | W    | W    | W    | SF   | SF   | A    | F    | F    | SF   | A    | 3R   | 6 / 21  | 108 – 15 |
|                        |      |      |      |      |      |      |      |      |      |      |      |      |      |      |      |      |      |      |      |      |      |      |      |      |      |      |         |          |
| Ranking na koniec roku | 99   | 20   | 4    | 6    | 6    | 1    | 3    | 7    | 11   | 95   | 7    | 2    | 1    | 4    | 12   | 3    | 1    | 1    | 1    | 2    | 22   | 16   | 10   | 11   | 41   | –    | 23 / 81 | 367 – 56 |

### Występy w grze podwójnej
| Turniej                | 1997 | 1998 | 1999 | 2000 | 2001 | 2002 | 2003 | 2004 | 2005 | 2006 | 2007 | 2008 | 2009 | 2010 | 2011 | 2012 | 2013 | 2014 | 2015 | 2016 | 2017 | 2018 | 2019 | 2020 | 2021 | 2022 | Tytuły  | Z–P      |
| ---------------------- | ---- | ---- | ---- | ---- | ---- | ---- | ---- | ---- | ---- | ---- | ---- | ---- | ---- | ---- | ---- | ---- | ---- | ---- | ---- | ---- | ---- | ---- | ---- | ---- | ---- | ---- | ------- | -------- |
| Australian Open        | A    | 3R   | SF   | A    | W    | A    | W    | A    | A    | A    | A    | QF   | W    | W    | A    | A    | QF   | A    | A    | A    | A    | A    | A    | A    | A    | A    | 4 / 8   | 36 – 4   |
| French Open            | A    | A    | W    | A    | A    | A    | A    | A    | A    | A    | A    | A    | 3R   | W    | A    | A    | 1R   | A    | A    | 3R   | A    | 3R   | A    | A    | A    | A    | 2 / 6   | 18 – 4   |
| Wimbledon              | A    | 1R   | A    | W    | 3R   | W    | 3R   | A    | A    | A    | 2R   | W    | W    | QF   | A    | W    | A    | 2R   | A    | W    | A    | A    | A    | NH   | A    | A    | 6 / 12  | 45 – 6   |
| US Open                | 1R   | A    | W    | SF   | 3R   | A    | A    | A    | A    | A    | A    | A    | W    | A    | A    | 3R   | SF   | QF   | A    | A    | A    | A    | A    | A    | A    | 1R   | 2 / 9   | 27 – 7   |
|                        |      |      |      |      |      |      |      |      |      |      |      |      |      |      |      |      |      |      |      |      |      |      |      |      |      |      |         |          |
| Ranking na koniec roku | 121  | 36   | 10   | 54   | 54   | 25   | –    | –    | –    | –    | –    | 28   | 3    | 11   | –    | 31   | 63   | 133  | –    | 31   | –    | 292  | –    | 397  | 431  |      | 14 / 35 | 126 – 21 |

### Występy w grze mieszanej
| Australian Open | A | 1R | F | A | A | A | A | A | A | A | A | A | A | A | A | A  | A | A | A | A | A | A | A  | A  | A | A | 0 / 2 | 5 – 2  |  |  |
| French Open     | A | F  | A | A | A | A | A | A | A | A | A | A | A | A | A | 1R | A | A | A | A | A | A | A  | NH | A | A | 0 / 2 | 5 – 2  |  |  |
| Wimbledon       | A | W  | A | A | A | A | A | A | A | A | A | A | A | A | A | A  | A | A | A | A | A | A | 3R | NH | A | A | 1 / 2 | 8 – 1  |  |  |
| US Open         | A | W  | A | A | A | A | A | A | A | A | A | A | A | A | A | A  | A | A | A | A | A | A | A  | NH | A | A | 1 / 1 | 4 – 0  |  |  |
|                 |   |    |   |   |   |   |   |   |   |   |   |   |   |   |   |    |   |   |   |   |   |   |    |    |   |   |       |        |  |  |
|                 |   |    |   |   |   |   |   |   |   |   |   |   |   |   |   |    |   |   |   |   |   |   |    |    |   |   | 2 / 7 | 22 – 5 |  |  |

## Finały turniejów WTA
| Legenda                     | Legenda |
| --------------------------- | ------- |
| Wielki Szlem                |         |
| Igrzyska olimpijskie        |         |
| WTA Tour Championships      |         |
| Puchar Wielkiego Szlema     |         |
| 1988 – 2008                 |         |
| Kategoria I                 |         |
| Kategoria II                |         |
| Kategoria III               |         |
| Kategoria IV                |         |
| Kategoria V                 |         |
| 2009 – 2020                 |         |
| WTA Premier Mandatory       |         |
| WTA Premier 5               |         |
| WTA Premier                 |         |
| WTA International Series    |         |
| WTA 125K series (2012–2020) |         |

### Gra pojedyncza 98 (73–25)
| Końcowy wynik | Nr  | Data                 | Turniej         | Nawierzchnia    | Przeciwniczka            | Wynik finału        |
| ------------- | --- | -------------------- | --------------- | --------------- | ------------------------ | ------------------- |
| Zwyciężczyni  | 1.  | 28 lutego 1999       | Paryż           | Dywanowa (hala) | Amélie Mauresmo          | 6:2, 3:6, 7:6(4)    |
| Zwyciężczyni  | 2.  | 13 marca 1999        | Indian Wells    | Twarda          | Steffi Graf              | 6:3, 3:6, 7:5       |
| Finalistka    | 1.  | 28 marca 1999        | Miami           | Twarda          | Venus Williams           | 1:6, 6:4, 4:6       |
| Zwyciężczyni  | 3.  | 15 sierpnia 1999     | Los Angeles     | Twarda          | Julie Halard-Decugis     | 6:1, 6:4            |
| Zwyciężczyni  | 4.  | 11 września 1999     | US Open         | Twarda          | Martina Hingis           | 6:3, 7:6(4)         |
| Zwyciężczyni  | 5.  | 3 października 1999  | Monachium       | Twarda (hala)   | Venus Williams           | 6:1, 3:6, 6:3       |
| Finalistka    | 2.  | 13 lutego 2000       | Paryż           | Dywanowa (hala) | Nathalie Tauziat         | 5:7, 2:6            |
| Zwyciężczyni  | 6.  | 20 lutego 2000       | Hanower         | Dywanowa (hala) | Denisa Chládková         | 6:1, 6:1            |
| Zwyciężczyni  | 7.  | 13 sierpnia 2000     | Los Angeles     | Twarda          | Lindsay Davenport        | 4:6, 6:4, 7:6(1)    |
| Finalistka    | 3.  | 20 sierpnia 2000     | Montreal        | Twarda          | Martina Hingis           | 6:0, 3:6, 0:3 krecz |
| Zwyciężczyni  | 8.  | 8 października 2000  | Tokio (Toyota)  | Twarda          | Julie Halard-Decugis     | 7:5, 6:1            |
| Zwyciężczyni  | 9.  | 17 marca 2001        | Indian Wells    | Twarda          | Kim Clijsters            | 4:6, 6:4, 6:2       |
| Zwyciężczyni  | 10. | 20 sierpnia 2000     | Toronto         | Twarda          | Jennifer Capriati        | 6:1, 6:7(7), 6:3    |
| Finalistka    | 4.  | 8 września 2001      | US Open         | Twarda          | Venus Williams           | 2:6, 4:6            |
| Zwyciężczyni  | 11. | 4 listopada 2001     | Monachium       | Dywanowa (hala) | Lindsay Davenport        | walkower            |
| Zwyciężczyni  | 12. | 3 marca 2002         | Scottsdale      | Twarda          | Jennifer Capriati        | 6:2, 4:6, 6:4       |
| Zwyciężczyni  | 13. | 1 kwietnia 2002      | Miami           | Twarda          | Jennifer Capriati        | 7:5, 7:6(4)         |
| Finalistka    | 5.  | 6 maja 2002          | Berlin          | Ceglana         | Justine Henin            | 2:6, 6:1, 6:7(5)    |
| Zwyciężczyni  | 14. | 19 maja 2002         | Rzym            | Ceglana         | Justine Henin            | 7:6(6), 6:4         |
| Zwyciężczyni  | 15. | 9 czerwca 2002       | French Open     | Ceglana         | Venus Williams           | 7:5, 6:3            |
| Zwyciężczyni  | 16. | 7 lipca 2002         | Wimbledon       | Trawiasta       | Venus Williams           | 7:6(4), 6:3         |
| Zwyciężczyni  | 17. | 8 września 2002      | US Open         | Twarda          | Venus Williams           | 6:4, 6:3            |
| Zwyciężczyni  | 18. | 22 września 2002     | Tokio (Toyota)  | Twarda          | Kim Clijsters            | 2:6, 6:3, 6:3       |
| Zwyciężczyni  | 19. | 29 września 2002     | Lipsk           | Dywanowa (hala) | Anastasija Myskina       | 6:3, 6:2            |
| Finalistka    | 7.  | 11 listopada 2002    | Los Angeles     | Twarda (hala)   | Kim Clijsters            | 5:7, 3:6            |
| Zwyciężczyni  | 20. | 26 stycznia 2003     | Australian Open | Twarda          | Venus Williams           | 7:6(4), 3:6, 6:4    |
| Zwyciężczyni  | 21. | 9 lutego 2003        | Paryż           | Dywanowa (hala) | Amélie Mauresmo          | 6:3, 6:2            |
| Zwyciężczyni  | 22. | 29 marca 2003        | Miami           | Twarda          | Jennifer Capriati        | 4:6, 6:4, 6:1       |
| Finalistka    | 7.  | 13 kwietnia 2003     | Charleston      | Ceglana         | Justine Henin            | 3:6, 4:6            |
| Zwyciężczyni  | 23. | 6 lipca 2003         | Wimbledon       | Trawiasta       | Venus Williams           | 4:6, 6:4, 6:2       |
| Zwyciężczyni  | 24. | 4 kwietnia 2004      | Miami           | Twarda          | Jelena Diemientjewa      | 6:1, 6:1            |
| Finalistka    | 8.  | 3 lipca 2004         | Wimbledon       | Trawiasta       | Marija Szarapowa         | 1:6, 4:6            |
| Finalistka    | 9.  | 25 lipca 2004        | Los Angeles     | Twarda          | Lindsay Davenport        | 1:6, 3:6            |
| Zwyciężczyni  | 25. | 26 września 2004     | Pekin           | Twarda          | Swietłana Kuzniecowa     | 4:6, 7:5, 6:4       |
| Finalistka    | 10. | 8 listopada 2004     | Los Angeles     | Twarda (hala)   | Marija Szarapowa         | 6:4, 2:6, 4:6       |
| Zwyciężczyni  | 26. | 29 stycznia 2005     | Australian Open | Twarda          | Lindsay Davenport        | 2:6, 6:3, 6:0       |
| Zwyciężczyni  | 27. | 27 stycznia 2007     | Australian Open | Twarda          | Marija Szarapowa         | 6:2, 6:1            |
| Zwyciężczyni  | 28. | 31 marca 2007        | Miami           | Twarda          | Justine Henin            | 0:6, 7:5, 6:3       |
| Finalistka    | 11. | 14 października 2007 | Moskwa          | Dywanowa (hala) | Jelena Diemientjewa      | 7:5, 1:6, 1:6       |
| Zwyciężczyni  | 29. | 9 marca 2008         | Bangalore       | Twarda          | Patty Schnyder           | 7:5, 6:3            |
| Zwyciężczyni  | 30. | 5 kwietnia 2008      | Miami           | Twarda          | Jelena Janković          | 6:1, 5:7, 6:3       |
| Zwyciężczyni  | 31. | 20 kwietnia 2008     | Charleston      | Ceglana         | Wiera Zwonariowa         | 6:4, 3:6, 6:3       |
| Finalistka    | 12. | 5 lipca 2008         | Wimbledon       | Trawiasta       | Venus Williams           | 5:7, 4:6            |
| Zwyciężczyni  | 32. | 7 września 2008      | US Open         | Twarda          | Jelena Janković          | 6:4, 7:5            |
| Zwyciężczyni  | 33. | 30 stycznia 2009     | Australian Open | Twarda          | Dinara Safina            | 6:0, 6:3            |
| Finalistka    | 13. | 5 kwietnia 2009      | Miami           | Twarda          | Wiktoryja Azaranka       | 3:6, 1:6            |
| Zwyciężczyni  | 34. | 5 lipca 2009         | Wimbledon       | Trawiasta       | Venus Williams           | 7:6(3), 6:2         |
| Zwyciężczyni  | 35. | 1 listopada 2009     | Doha            | Twarda          | Venus Williams           | 6:2, 7:6(4)         |
| Finalistka    | 14. | 15 stycznia 2010     | Sydney          | Twarda          | Jelena Diemientjewa      | 3:6, 2:6            |
| Zwyciężczyni  | 36. | 30 stycznia 2010     | Australian Open | Twarda          | Justine Henin            | 6:4, 3:6, 6:2       |
| Zwyciężczyni  | 37. | 3 lipca 2010         | Wimbledon       | Trawiasta       | Wiera Zwonariowa         | 6:3, 6:2            |
| Zwyciężczyni  | 38. | 31 lipca 2011        | Stanford        | Twarda          | Marion Bartoli           | 7:5, 6:1            |
| Zwyciężczyni  | 39. | 14 sierpnia 2011     | Toronto         | Twarda          | Samantha Stosur          | 6:4, 6:2            |
| Finalistka    | 15. | 11 września 2011     | US Open         | Twarda          | Samantha Stosur          | 2:6, 3:6            |
| Zwyciężczyni  | 40. | 7 kwietnia 2012      | Charleston      | Ceglana         | Lucie Šafářová           | 6:0, 6:1            |
| Zwyciężczyni  | 41. | 13 maja 2012         | Madryt          | Ceglana         | Wiktoryja Azaranka       | 6:1, 6:3            |
| Zwyciężczyni  | 42. | 7 lipca 2012         | Wimbledon       | Trawiasta       | Agnieszka Radwańska      | 6:1, 5:7, 6:2       |
| Zwyciężczyni  | 43. | 15 lipca 2012        | Stanford        | Twarda          | Coco Vandeweghe          | 7:5, 6:3            |
| Zwyciężczyni  | 44. | 5 sierpnia 2012      | Londyn          | Trawiasta       | Marija Szarapowa         | 6:0, 6:1            |
| Zwyciężczyni  | 45. | 9 września 2012      | US Open         | Twarda          | Wiktoryja Azaranka       | 6:2, 2:6, 7:5       |
| Zwyciężczyni  | 46. | 28 października 2012 | Stambuł         | Twarda (hala)   | Marija Szarapowa         | 6:4, 6:3            |
| Zwyciężczyni  | 47. | 5 stycznia 2013      | Brisbane        | Twarda          | Anastasija Pawluczenkowa | 6:2, 6:1            |
| Finalistka    | 16. | 17 lutego 2013       | Doha            | Twarda          | Wiktoryja Azaranka       | 6:7(6), 6:2, 3:6    |
| Zwyciężczyni  | 48. | 30 marca 2013        | Miami           | Twarda          | Marija Szarapowa         | 4:6, 6:3, 6:0       |
| Zwyciężczyni  | 49. | 7 kwietnia 2013      | Charleston      | Ceglana         | Jelena Janković          | 3:6, 6:0, 6:2       |
| Zwyciężczyni  | 50. | 12 maja 2013         | Madryt          | Twarda          | Marija Szarapowa         | 6:1, 6:4            |
| Zwyciężczyni  | 51. | 19 maja 2013         | Rzym            | Ceglana         | Wiktoryja Azaranka       | 6:1, 6:3            |
| Zwyciężczyni  | 52. | 8 czerwca 2013       | French Open     | Ceglana         | Marija Szarapowa         | 6:4, 6:4            |
| Zwyciężczyni  | 53. | 22 lipca 2013        | Båstad          | Ceglana         | Johanna Larsson          | 6:4, 6:1            |
| Zwyciężczyni  | 54. | 11 sierpnia 2013     | Toronto         | Twarda          | Sorana Cîrstea           | 6:2, 6:0            |
| Finalistka    | 17. | 18 sierpnia 2013     | Cincinnati      | Twarda          | Wiktoryja Azaranka       | 6:2, 2:6, 6:7(6)    |
| Zwyciężczyni  | 55. | 8 września 2013      | US Open         | Twarda          | Wiktoryja Azaranka       | 7:5, 6:7(6), 6:1    |
| Zwyciężczyni  | 56. | 6 października 2013  | Pekin           | Twarda          | Jelena Janković          | 6:2, 6:2            |
| Zwyciężczyni  | 57. | 27 października 2013 | Stambuł         | Twarda (hala)   | Li Na                    | 2:6, 6:3, 6:0       |
| Zwyciężczyni  | 58. | 4 stycznia 2014      | Brisbane        | Twarda          | Wiktoryja Azaranka       | 6:4, 7:5            |
| Zwyciężczyni  | 59. | 29 marca 2014        | Miami           | Twarda          | Li Na                    | 7:5, 6:1            |
| Zwyciężczyni  | 60. | 18 maja 2014         | Rzym            | Ceglana         | Sara Errani              | 6:3, 6:0            |
| Zwyciężczyni  | 61. | 3 sierpnia 2014      | Stanford        | Twarda          | Angelique Kerber         | 7:6(1), 6:3         |
| Zwyciężczyni  | 62. | 17 sierpnia 2014     | Cincinnati      | Twarda          | Ana Ivanović             | 6:4, 6:1            |
| Zwyciężczyni  | 63. | 7 września 2014      | US Open         | Twarda          | Caroline Wozniacki       | 6:3, 6:3            |
| Zwyciężczyni  | 64. | 26 października 2014 | Singapur        | Twarda (hala)   | Simona Halep             | 6:3, 6:0            |
| Zwyciężczyni  | 65. | 31 stycznia 2015     | Australian Open | Twarda          | Marija Szarapowa         | 6:3, 7:6(5)         |
| Zwyciężczyni  | 66. | 3 kwietnia 2015      | Miami           | Twarda          | Carla Suárez Navarro     | 6:2, 6:0            |
| Zwyciężczyni  | 67. | 6 czerwca 2015       | French Open     | Ceglana         | Lucie Šafářová           | 6:3, 6:7(2), 6:2    |
| Zwyciężczyni  | 68. | 11 lipca 2015        | Wimbledon       | Trawiasta       | Garbiñe Muguruza         | 6:4, 6:4            |
| Zwyciężczyni  | 69. | 23 sierpnia 2015     | Cincinnati      | Twarda          | Simona Halep             | 6:3, 7:6(5)         |
| Finalistka    | 18. | 30 stycznia 2016     | Australian Open | Twarda          | Angelique Kerber         | 4:6, 6:3, 4:6       |
| Finalistka    | 19. | 20 marca 2016        | Indian Wells    | Twarda          | Wiktoryja Azaranka       | 4:6, 4:6            |
| Zwyciężczyni  | 70. | 15 maja 2016         | Rzym            | Ceglana         | Madison Keys             | 7:6(5), 6:3         |
| Finalistka    | 20. | 4 czerwca 2016       | French Open     | Ceglana         | Garbiñe Muguruza         | 5:7, 4:6            |
| Zwyciężczyni  | 71. | 9 lipca 2016         | Wimbledon       | Trawiasta       | Angelique Kerber         | 7:5, 6:3            |
| Zwyciężczyni  | 72. | 28 stycznia 2017     | Australian Open | Twarda          | Venus Williams           | 6:4, 6:4            |
| Finalistka    | 21. | 14 lipca 2018        | Wimbledon       | Trawiasta       | Angelique Kerber         | 3:6, 3:6            |
| Finalistka    | 22. | 8 września 2018      | US Open         | Twarda          | Naomi Ōsaka              | 2:6, 4:6            |
| Finalistka    | 23. | 13 lipca 2019        | Wimbledon       | Trawiasta       | Simona Halep             | 2:6, 2:6            |
| Finalistka    | 24. | 11 sierpnia 2019     | Toronto         | Twarda          | Bianca Andreescu         | 1:3 krecz           |
| Finalistka    | 25. | 7 września 2019      | US Open         | Twarda          | Bianca Andreescu         | 3:6, 5:7            |
| Zwyciężczyni  | 73. | 12 stycznia 2020     | Auckland        | Twarda          | Jessica Pegula           | 6:3, 6:4            |

### Gra mieszana 4 (2–2)
| Końcowy wynik | Nr | Data             | Turniej         | Nawierzchnia | Partner    | Przeciwnicy                     | Wynik finału     |
| ------------- | -- | ---------------- | --------------- | ------------ | ---------- | ------------------------------- | ---------------- |
| Finalistka    | 1. | 6 czerwca 1998   | French Open     | Ceglana      | Luis Lobo  | Venus Williams Justin Gimelstob | 4:6, 4:6         |
| Zwyciężczyni  | 1. | 4 lipca 1998     | Wimbledon       | Trawiasta    | Maks Mirny | Mirjana Lučić Mahesh Bhupathi   | 6:4, 6:4         |
| Zwyciężczyni  | 2. | 12 września 1998 | US Open         | Twarda       | Maks Mirny | Lisa Raymond Patrick Galbraith  | 6:2, 6:2         |
| Finalistka    | 2. | 30 stycznia 1999 | Australian Open | Twarda       | Maks Mirny | Mariaan de Swardt David Adams   | 4:6, 6:4, 6:7(5) |

## Występy w Turnieju Mistrzyń

### W grze pojedynczej
| Rok  | Rezultat                                       | Przeciwniczka                                  | Wynik                                          |
| 2001 | Zwycięstwo                                     | Lindsay Davenport                              | walkower                                       |
| 2002 | Finał                                          | Kim Clijsters                                  | 5:7, 3:6                                       |
| 2004 | Finał                                          | Marija Szarapowa                               | 6:4, 2:6, 4:6                                  |
| 2007 | Faza grupowa                                   | Anna Czakwetadze                               | 4:6, krecz                                     |
| 2008 | Faza grupowa                                   | Dinara Safina Venus Williams                   | 6:4, 6:1 7:5, 1:6, 0:6                         |
| 2009 | Zwycięstwo                                     | Venus Williams                                 | 6:2, 7:6(4)                                    |
| 2012 | Zwycięstwo                                     | Marija Szarapowa                               | 6:4, 6:3                                       |
| 2013 | Zwycięstwo                                     | Li Na                                          | 2:6, 6:3, 6:0                                  |
| 2014 | Zwycięstwo                                     | Simona Halep                                   | 6:3, 6:0                                       |
| 2015 | zrezygnowała ze startu mimo kwalifikacji       | zrezygnowała ze startu mimo kwalifikacji       | zrezygnowała ze startu mimo kwalifikacji       |
| 2016 | zrezygnowała ze startu mimo kwalifikacji       | zrezygnowała ze startu mimo kwalifikacji       | zrezygnowała ze startu mimo kwalifikacji       |
| 2019 | zawodniczka rezerwowa / zrezygnowała ze startu | zawodniczka rezerwowa / zrezygnowała ze startu | zawodniczka rezerwowa / zrezygnowała ze startu |

### W grze podwójnej
| Rok  | Rezultat | Partnerka      | Przeciwniczki                                      | Wynik          |
| 2009 | Półfinał | Venus Williams | Nuria Llagostera Vives María José Martínez Sánchez | 6:2, 3:6, 8–10 |

## Występy w Turnieju WTA Elite Trophy

### W grze pojedynczej
| Rok  | Rezultat                                    | Przeciwniczka                               | Wynik                                       |
| 2017 | zrezygnowała ze startu (urlop macierzyński) | zrezygnowała ze startu (urlop macierzyński) | zrezygnowała ze startu (urlop macierzyński) |
| 2018 | zrezygnowała ze startu mimo kwalifikacji    | zrezygnowała ze startu mimo kwalifikacji    | zrezygnowała ze startu mimo kwalifikacji    |
| 2019 | zrezygnowała ze startu mimo kwalifikacji    | zrezygnowała ze startu mimo kwalifikacji    | zrezygnowała ze startu mimo kwalifikacji    |

## Występy w igrzyskach olimpijskich

### Gra pojedyncza
| Runda                                                                                          | Przeciwniczka                    | Wynik         |  |
| ---------------------------------------------------------------------------------------------- | -------------------------------- | ------------- |  |
|                                                                                                |                                  |               |  |
| Letnie Igrzyska Olimpijskie w Pekinie 2008, reprezentując państwo Stany Zjednoczone [4]        |                                  |               |  |
| I runda                                                                                        | Białoruś: Wolha Hawarcowa        | 6:3, 6:1      |  |
| II runda                                                                                       | Australia: Samantha Stosur       | 6:2, 6:0      |  |
| III runda                                                                                      | Francja: Alizé Cornet [15]       | 3:6, 6:3, 6:4 |  |
| Ćwierćfinał                                                                                    | Rosja: Jelena Diemientjewa [5]   | 6:3, 4:6, 3:6 |  |
|                                                                                                |                                  |               |  |
| Letnie Igrzyska Olimpijskie w Londynie 2012, reprezentując państwo Stany Zjednoczone [4]       |                                  |               |  |
| I runda                                                                                        | Serbia: Jelena Janković          | 6:3, 6:1      |  |
| II runda                                                                                       | Polska: Urszula Radwańska        | 6:2, 6:3      |  |
| III runda                                                                                      | Rosja: Wiera Zwonariowa [13]     | 6:1, 6:0      |  |
| Ćwierćfinał                                                                                    | Dania: Caroline Wozniacki [8]    | 6:0, 6:3      |  |
| Półfinał                                                                                       | Białoruś: Wiktoryja Azaranka [1] | 6:1, 6:2      |  |
| O złoty medal                                                                                  | Rosja: Marija Szarapowa [3]      | 6:0, 6:1      |  |
|                                                                                                |                                  |               |  |
| Letnie Igrzyska Olimpijskie w Rio de Janeiro 2016, reprezentując państwo Stany Zjednoczone [1] |                                  |               |  |
| I runda                                                                                        | Australia: Darja Gawriłowa       | 6:4, 6:2      |  |
| II runda                                                                                       | Francja: Alizé Cornet            | 7:6(5), 6:2   |  |
| III runda                                                                                      | Ukraina: Elina Switolina [15]    | 4:6, 3:6      |  |

### Gra podwójna
| Runda                                                                                      | Partnerka          | Przeciwniczki                                                   | Wynik         |
| ------------------------------------------------------------------------------------------ | ------------------ | --------------------------------------------------------------- | ------------- |
|                                                                                            |                    |                                                                 |               |
| Letnie Igrzyska Olimpijskie w Sydney 2000, reprezentując państwo Stany Zjednoczone         |                    |                                                                 |               |
| I runda                                                                                    | Venus Williams     | Kanada: Sonya Jeyaseelan / Vanessa Webb                         | 6:3, 6:1      |
| II runda                                                                                   | Venus Williams     | Rosja: Jelena Lichowcewa / Anastasija Myskina                   | 4:6, 6:2, 6:3 |
| Ćwierćfinał                                                                                | Venus Williams     | Francja: Julie Halard-Decugis / Amélie Mauresmo [1]             | 6:3, 6:2      |
| Półfinał                                                                                   | Venus Williams     | Belgia: Els Callens / Dominique Van Roost [5]                   | 6:4, 6:1      |
| O złoty medal                                                                              | Venus Williams     | Holandia: Kristie Boogert / Miriam Oremans                      | 6:1, 6:1      |
|                                                                                            |                    |                                                                 |               |
| Letnie Igrzyska Olimpijskie w Pekinie 2008, reprezentując państwo Stany Zjednoczone        |                    |                                                                 |               |
| I runda                                                                                    | Venus Williams [2] | Czechy: Iveta Benešová / Nicole Vaidišová                       | 4:6, 7:5, 6:1 |
| II runda                                                                                   | Venus Williams [2] | Japonia: Ayumi Morita / Ai Sugiyama                             | 7:5, 6:2      |
| Ćwierćfinał                                                                                | Venus Williams [2] | Rosja: Jelena Wiesnina / Wiera Zwonariowa [7]                   | 6:4, 6:0      |
| Półfinał                                                                                   | Venus Williams [2] | Ukraina: Alona Bondarenko / Kateryna Bondarenko [6]             | 4:6, 6:4, 6:1 |
| O złoty medal                                                                              | Venus Williams [2] | Hiszpania: Anabel Medina Garrigues / Virginia Ruano Pascual [4] | 6:2, 6:0      |
|                                                                                            |                    |                                                                 |               |
| Letnie Igrzyska Olimpijskie w Londynie 2012, reprezentując państwo Stany Zjednoczone       |                    |                                                                 |               |
| I runda                                                                                    | Venus Williams     | Rumunia: Sorana Cîrstea / Simona Halep                          | 6:3, 6:2      |
| II runda                                                                                   | Venus Williams     | Niemcy: Angelique Kerber / Sabine Lisicki [5]                   | 6:2, 7:5      |
| Ćwierćfinał                                                                                | Venus Williams     | Włochy: Sara Errani / Roberta Vinci [2]                         | 6:1, 6:1      |
| Półfinał                                                                                   | Venus Williams     | Rosja: Marija Kirilenko / Nadieżda Pietrowa [3]                 | 7:5, 6:4      |
| O złoty medal                                                                              | Venus Williams     | Czechy: Andrea Hlaváčková / Lucie Hradecká [4]                  | 6:4, 6:4      |
|                                                                                            |                    |                                                                 |               |
| Letnie Igrzyska Olimpijskie w Rio de Janeiro 2016, reprezentując państwo Stany Zjednoczone |                    |                                                                 |               |
| I runda                                                                                    | Venus Williams [1] | Czechy: Lucie Šafářová / Barbora Strýcová                       | 3:6, 4:6      |